# قنات حسن رباط
قنات حسن رباط به شماره ثبت ۱۶۷۰۴، یکی از آثار ملی ثبت شده ایران، در استان اصفهان و شهرستان برخوار و میمه واقع شده است.
تاریخ ثبت این اثر ملی: ۱۳۸۵/۱۰/۰۳ و قدمت آن: صفویه می‌باشد.